# 도화서
도화서(圖畵署)는 조선시대 국가에서 필요로 하는 그림을 그리던 관청이다. 초기에는 도화원이라 하였으나 그림 그리는 일의 격을 낮추어 도화서로 개칭하였다.
도화원이 도화서로 개칭되면서 종6품아문으로 격하되었다. 별좌는 화원으로서 오를 수 있는 가장 높은 지위였다. 그러나 화원은 천한 공장과 다를 바 없어 재주가 비록 뛰어났다 하여도 그 자리에 가능한 한 앉히지 않고 사대부 가운데서 그림에 밝아 화격(畵格)을 잘 아는 사람을 선택하여 그 직무를 맡도록 하였다. 1746년(영조 22)에 『경국대전』을 대폭 개수한 『속대전(續大典)』에서는 종래의 화학생도의 정원 15인이 30인으로 배가되었고, 잉사화원(仍仕畵員)에 종6품 1인을 증원하였다. 또 『대전통편』에서는 도화서에 전자관(篆字官) 2인을 더 두고 화원의 정원도 30인으로 증원해 놓았다.

## 조직과 역할
경국대전에는 도화서가 종육품의 관청으로 제주(提調) 1명과 별제(別提)2명 잡직 20명으로 편성한다고 기록되어 있다. 주요 업무는 국가에 필요한 실용적인 그림을 그리는 것으로 행사를 기록한 의궤의 제작과 같은 일을 다루었다. 이 외에도 왕이나 명망가의 초상화를 그리기도 하였고 지도를 그리는 일도 하였다.

## 화원
도화서에서 근무하거나 근무하였던 적이 있는 화가들을 화원 또는 화사라 하였다. 조선 초기의 유명한 화원으로는 안견이 있다. 안견은 세종때의 화원으로 산수화에 능했으며 몽유도원도, 소상팔경도 등의 그림을 남겼다. 조선 후기의 유명한 화원으로는 김홍도, 신윤복 등이 있다.

## 다모
도화서에 다모가 있었다는 기록은 없지만, 드라마 《이산》에서는 먹을 갈거나 안료를 풀어놓는 등 화원들을 보조하는 역할을 하는 것으로 등장하였다.

## 도화서 터

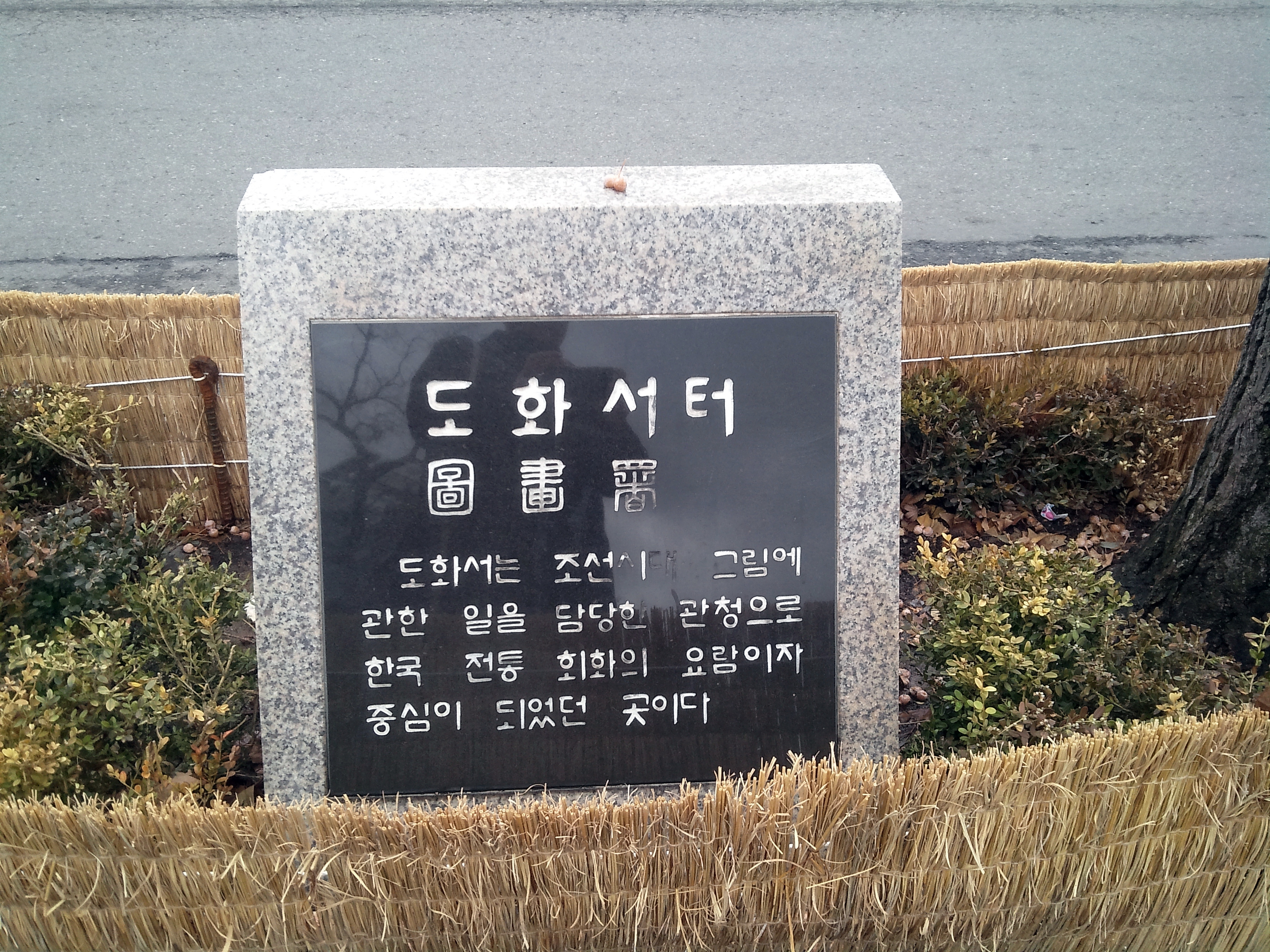
견지동 우정총국 앞에 있는 도화서터 표지석

도화서는 지금의 인사동의 전의감 터 옆 한성도서주식회사자리에 있었다가 서울시 중구 수하동 64번지로 옮겨갔다. 견지동 옛 터에 표지석이 있다.

## 도화서가 등장하는 작품
- 2007년 ~ 2008년 MBC 《이산》
- 2008년 SBS 《바람의 화원》

## 같이 보기
- 육조
- 빈 미술 아카데미